# 9115 Battisti
A 9115 Battisti (ideiglenes jelöléssel 1997 DG) a Naprendszer kisbolygóövében található aszteroida. Piero Sicoli és Francesco Manca fedezte fel 1997. február 27-én.